# 2 Pułk Artylerii Polowej (Armia Polska we Włoszech)
2 Pułk Artylerii Polowej – oddział artylerii sformowany we Włoszech w 1918 roku, w ramach Armii Polskiej we Francji, z jeńców armii austro-węgierskiej narodowości polskiej.

## Formowanie i zmiany organizacyjne
2 pułk artylerii polowej we Włoszech
W październiku 1918 rząd włoski wyraził zgodę na rekrutację do jednostek polskich, formowanych z jeńców armii austro-węgierskiej, będących integralną częścią armii gen. Józefa Hallera. 15 lutego 1919 w obozie La Mandria di Chivasso rozpoczęto formowanie 2 pułku artylerii polowej. Dowódcą został kpt. Jan Chlebek, a adiutantem por. Józef Wartanowicz. Do pomocy przy organizowaniu jednostki dowódca obozu kpt. Golachowski, rozkazem nr 67 z 25 lutego, przydzielił do pułku pięciu oficerów. Oprócz dowódcy i adiutanta byli to porucznicy: dr Wojciech Pietras i Wiktor Rokita oraz podporucznicy: Stefan Gostomski i Józef Bernhaut. 
Baterie liczyły po około 1-2 oficerów i 175 kanonierów. Do 10 marca sformowano 12 baterii, z których 9. i 11. składały się z żołnierzy starszych roczników, a 12. stanowić miała pododdział sztabowy. Pułk nie dysponował uzbrojeniem, a żołnierze ćwiczyli musztrę, gimnastykę i służbę łączności. Naukę prowadzono według przetłumaczonych regulaminów francuskich.
Jako 7 pułk artylerii polowej we Francji
W dniach 27 i 28 maja 1919 poszczególne baterie koleją zostały przewiezione do Francji. Tak późne przegrupowanie pułku spowodował wybuch epidemii tyfusu w obozie L. M. di Chivasso. Major Golachowski w przemówieniu wygłoszonym do odjeżdżających w maju żołnierzy mówił: Pobyt Wasz w obozie La Mandrii przedłużył się nie wskutek wypadków politycznych, jak to złe języki opowiadały, i nie wskutek interesów prywatnych, ale wobec faktycznego stanu choroby zakaźnej – tyfusu plamistego.
Przed wyjazdem żołnierze zostali zaopatrzeni w koc, łyżkę, menażkę, kubek, a pozostałe przedmioty musieli zwrócić kwatermistrzostwu obozu. Suchy prowiant naliczono na dwa dni podróży, a na dworcach kolejowych w Modanie i Chambery żołnierze mieli otrzymywać ciepłe posiłki.
Komendantem pierwszego transportu został por. Ungeheuer, a wyjeżdżały baterie: 6., 7., 8., 9., 10. i 11. Transport wyruszył 27 maja 1919.
28 maja odjechał drugi transport pod dowództwem kpt. Jana Chlebka. Dowódcy pułku towarzyszyli porucznicy: Józef Wartanowicz, Wiktor Rokita i dr Wojciech Pietras, podporucznicy: Józef Bernhaut, Stefan Gostomski, Wojciech Rokita, Oskar Menlces, Wincenty Jabłoński i Antoni Szembelowski oraz adiutant oficerski dr Antoni Pilch. W zestawieniu pododdziałów nie wymieniono 12 baterii. Należy sądzić, że rozwiązano ją a żołnierzami uzupełniono pozostałe baterie.
We Francji pułk został zakwaterowany w okolicach miasta Lure. Tu, od demobilizującego się francuskiego 275 pułku artylerii polowej, otrzymał sprzęt artyleryjski, łączności, optyczny oraz konie. Sformowano 3 dywizjony, w każdym po 3 baterie, a każda bateria po 2 dwudziałonowe plutony. Zasadnicze uzbrojenie stanowiło 36 armat 75 mm wz. 1897. Ponadto w skład pułku wchodziły 4 zapasowe jaszcze amunicyjne, 2 wozy czterokonne, także przeznaczone na amunicję, specjalny jaszcz czterokonny przeznaczony na sprzęt telefoniczny oraz kuchnia i kuźnia. Stan liczebny baterii wynosił po 145 szeregowych i 135 koni.
Po reorganizacji pułk otrzymał nazwę 7 pułku artylerii polowej i został przydzielony do 7 Dywizji Strzelców Polskich.
Dowódcą pułku został ppłk Charles Martin. Także na dowódców baterii i dywizjonów wyznaczono oficerów francuskich. Dowódcą I dywizjonu został mjr Fousagrive, II dywizjonu – mjr Legrand, a III – mjr Wolford.
Kolejne reorganizacje
W czerwcu 1919 7 pułk artylerii polowej przybył do Polski. W ramach reorganizacji wojska, z dniem 1 lipca 1919, pułk przemianowany został na  113 Kresowy pułk artylerii polowej, a 7 marca 1920 na 18 Kresowy pułk artylerii polowej.
31 grudnia 1931 roku na podstawie rozkazu B. Og. Org. 1120 – 18 Org. ministra spraw wojskowych marszałka Polski Józefa Piłsudskiego 18 pap otrzymał ostateczną nazwę i został przemianowany na 18 pułk artylerii lekkiej.
Od 9 lipca 2025 dziedzictwo tradycji obu pułków przejęła i z honorem kultywuje 18 Brygada Artylerii w Nowej Dębie.

## Żołnierze pułku
| Dowódcy pułku | Dowódcy pułku   | Dowódcy pułku          | Dowódcy pułku      |
| stopień       | imię i nazwisko | okres pełnienia służby | kolejne stanowisko |
| ------------- | --------------- | ---------------------- | ------------------ |
| kpt.          | Jan Chlebek     | 25 II 1919 –           |                    |
| ppłk          | Charles Martin  | VI 1919 –              |                    |